# Palacio Corner Contarini dei Cavalli
El palacio Corner Contarini dei Cavalli es un edificio histórico italiano situado en el sestiere de San Marco en Venecia. Tiene su fachada principal mirando al Gran Canal en su margen izquierda, junto al rio de San Luca o de San Moisé y el palacio Grimani. Está enfrente del palacio Papadopoli.

## Historia
La construcción del edificio actual se realizó presumiblemente hacia la mitad del siglo XV, en torno a 1445, pero se sabe que en 1310 el edificio precedente fue catalogado con el llamado "sello de la infamia", reservado a los traidores del Estado, ya que sus propietarios formaron parte de la fallida conjura del Tiepolo, de Bajamonte Tiepolo, contra la Serenísima.
Entre las personas ilustres que habitaron en el palacio se encuentra el caudillo Bartolomeo d'Alviano, en los primeros años del siglo XVI.
La propiedad del edificio pasó por matrimonio a la familia Contarini en 1521, que la mantuvo hasta 1830 y que luego vendió a los Mocenigo. Con el tiempo fue cambiando de manos sucesivamente a los  Ulbricht, a los Cavalieri y a los Ravenna. En la actualidad alberga oficinas del Ministerio de Justicia italiano.

## Descripción
El palacio se puede adscribir al estilo gótico veneciano, aunque posee características de diferentes estilos en cada planta debidas a las reestructuraciones de las que ha sido objeto a lo largo de los siglos. La fachada de la planta baja presenta un sutil almohadillado barroco con un portal a nivel del agua central a modo de serliana. La planta noble sí mantiene su aspecto original gótico, con una polífora de seis aberturas con cuadrifolios sobre los arcos apuntados trilobulados y monóforas laterales, cuyo conjunto recuerda el estilo de la fachada del palacio Ducal. La segunda planta noble, construida en el siglo XIX posee, sin embargo, una polífora de tres vanos con la ventana central más amplia que las adyacentes y dos pares de monóforas laterales con arco de medio punto. Todos los huecos cuentan con un balcón que sobresale al plano de la fachada, con excepción de los dos laterales de la polífora de la planta principal.
En la fachada que da rio al de San Luca las ventanas góticas se sustituyeron por otras con arco de medio punto, posiblemente en el siglo XVII.
La denominación "dei Cavalli" (de los caballos) añadida al nombre del palacio hace referencia a los dos escudos de la primera planta, junto a las ventanas laterales, que reproducen la imagen de dos caballos.